# Who Built the Moon?
Who Built the Moon? é o terceiro álbum de estúdio da banda britânica de rock Noel Gallagher's High Flying Birds. Foi lançado em 24 de novembro de 2017, através da Sour Mash Records. O disco foi produzido por David Holmes. O grupo saiu em turnê para divulgar o novo trabalho em setembro do mesmo ano.
Em 9 de outubro de 2017, a canção "Holy Mountain" foi lançada como primeiro single do álbum.

## Faixas
Todas as faixas escritas e compostas por Noel Gallagher. 
| CD             |                                 |         |  |
| N.º            | Título                          | Duração |  |
| 1.             | "Fort Knox"                     | 3:57    |  |
| 2.             | "Holy Mountain"                 | 3:54    |  |
| 3.             | "Keep on Reaching"              | 3:24    |  |
| 4.             | "It's a Beautiful World"        | 5:17    |  |
| 5.             | "She Taught Me How to Fly"      | 5:02    |  |
| 6.             | "Be Careful What You Wish For"  | 5:40    |  |
| 7.             | "Black & White Sunshine"        | 4:41    |  |
| 8.             | "Interlude (Wednesday Pt. 1)"   | 2:10    |  |
| 9.             | "If Love Is the Law"            | 3:25    |  |
| 10.            | "The Man Who Built the Moon"    | 4:28    |  |
| 11.            | "End Credits (Wednesday Pt. 2)" | 2:27    |  |
| Duração total: | Duração total:                  | 43:25   |  |

## Recepção da crítica
O álbum foi bem recebido pela crítica especializada. No site Metacritic, que agrega as notas das principais resenhas musicais, de uma nota 78, indicando "críticas geralmente favoráveis".

## Tabelas

### Paradas musicais
| Paradas (2017)                                | Melhor posição |
| --------------------------------------------- | -------------- |
| Austrália (ARIA)                              | 18             |
| Áustria (Ö3 Austria Top 40)                   | 15             |
| Bélgica (Ultratop Flandres)                   | 17             |
| Bélgica (Ultratop Valônia)                    | 31             |
| Canadá (Billboard)                            | 18             |
| Países Baixos (Dutch Charts)                  | 21             |
| Finlândia (Suomen virallinen lista)           | 38             |
| França (SNEP)                                 | 37             |
| Alemanha (Offizielle Deutsche Charts)         | 17             |
| Irlanda (IRMA)                                | 2              |
| Itália (FIMI)                                 | 12             |
| Japão (Oricon)                                | 7              |
| Nova Zelândia (RMNZ)                          | 1              |
| Escócia (Official Scottish Albums)            | 1              |
| Coreia do Sul (Gaon)                          | 1              |
| Espanha (PROMUSICAE)                          | 34             |
| Suécia (Sverigetopplistan)                    | 50             |
| Suíça (Schweizer Hitparade)                   | 9              |
| Reino Unido (Official Albums Chart)           | 1              |
| Reino Unido (UK Independent Albums Chart)     | 1              |
| Estados Unidos (Billboard 200)                | 48             |
| Estados Unidos (Billboard Independent Albums) | 2              |
| Estados Unidos (Top Alternative Albums)       | 2              |
| Estados Unidos (Top Rock Albums)              | 3              |

### Certificações
| País        | Certificador | Certificação |
| ----------- | ------------ | ------------ |
| Reino Unido | BPI          | Ouro         |

## Pessoal
Noel Gallagher's High Flying Birds
- Noel Gallagher – guitarra e vocais, produção
- Mike Rowe - piano (faixa 12), teclados (faixa 3)
- Jeremy Stacey – bateria (faixas 2, 3, 6, 7, 8, 9, 10 & 11)

Additional musicians
- Paul Weller – orgão (faixa 2)
- Johnny Marr – guitarra e harmônica (faixa 9)
- Charlotte Courbe  - vocais adicionais (faixa 4)
- Jason Falkner - baixo (faixas2, 3, 5, 6, 7, 8, 10 & 11)
- Samuel Dixon - baixo (faixas 1, 4 & 9)
- Emre Ramazanoglu - baterias (faixas 1, 4, 5 e 7), programação (faixas 2, 6 & 10)
- Pete Lockett - percussão (faixas 1, 2, 3, 4, 6, 9 & 10)
- Keefus Cianda – teclados
- Martin Slattery - apito de estanho e piano (faixa 2)
- Kaidi Tathum - teclados (faixas 7, 8 & 11)
- David Holmes - teclados (faixa 7), programação (todas as faixas exceto a 9)
- Jim Hunt - saxofône (faixas 2 & 3)
- Dominic Glover - trumpete (faixa 3)
- Gabe Noel - violoncelo (faixa 7)
- Rob Lewis - violoncelo (faixas 1 & 9)
- Emma Smith e Vince Sipprell - cordas (faixa 1)

Backing vocais
- Adelaide McKenzie, Beverley Skeete, Sara-Jane Skeete, Mary Pearce, Audrey Gbaguidi, Michelle John, Janet Ramus, Una McGeogh e Georgina McGeogh